# Legendarz

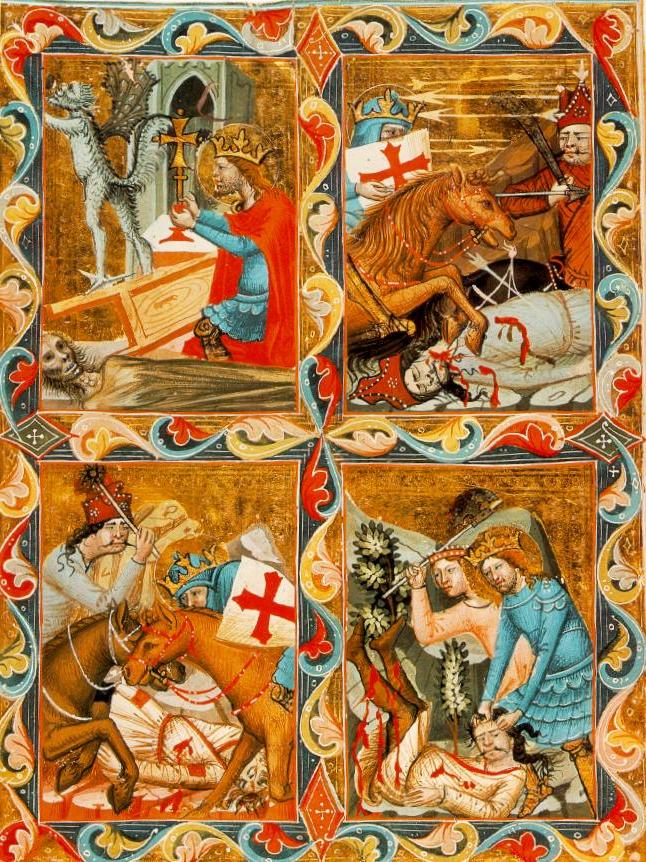
Ilustracja pochodząca z XIV wiecznego Legendarium andegaweńskiego (w zbiorach Biblioteki Watykańskiej).

Legendarz, legendarium – w średniowiecznej literaturze hagiograficznej najczęściej uporządkowany chronologicznie zbiór pism zawierających pasje, żywoty, opisy translacji i cudów, a także późniejsze zbiory żywotów świętych wydawane po wynalezieniu druku.
Określenie legendarze odnosi się do kodeksów spisywanych na zamówienie w celu uzasadnienia cnót i łask za sprawą kandydata na ołtarze. Materiały te są źródłem wiedzy o rozwoju kultu, upodobaniach adresatów, całości warsztatu pisarskiego redaktorów, datowaniu i pochodzeniu dobranych pism
Przykładem legendarza są „Żywoty Świętych” Piotra Skargi.